# بزدیکوف (ناحیه کلاتووی)
بزدیکوف (به چکی: Bezděkov) یک منطقهٔ مسکونی در جمهوری چک است که در ناحیه کلاتووی واقع شده‌است. بزدیکوف ۱۴٫۹۱ کیلومتر مربع مساحت و ۹۴۷ نفر جمعیت دارد و ۴۱۲ متر بالاتر از سطح دریا واقع شده‌است.